# ガゼボ

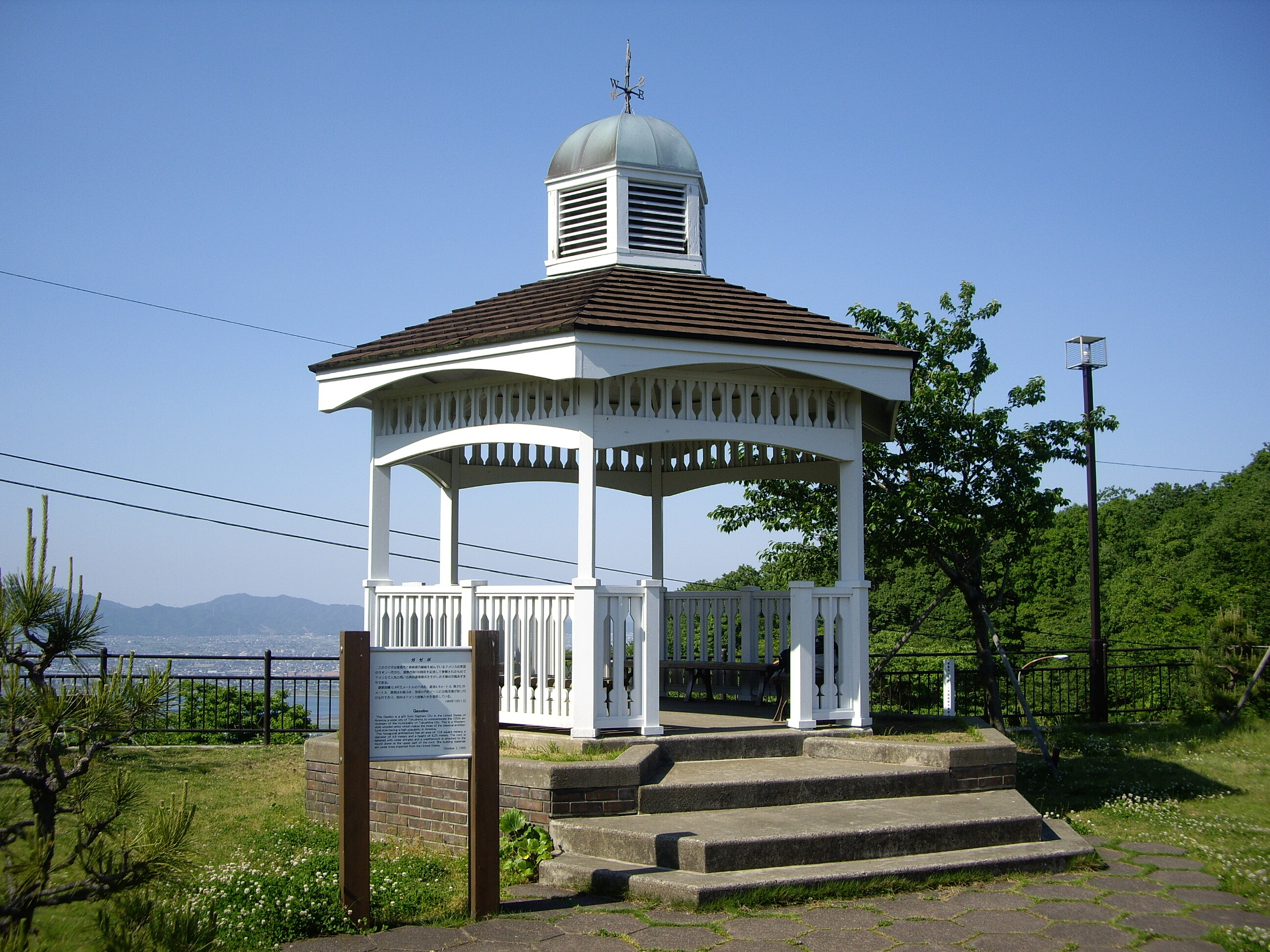
眉山（徳島県徳島市）にある、姉妹都市のサギノー市から贈られたアメリカ式ガゼボ

ガゼボ（gazebo、西洋風あずまや）とは西洋の庭園、公園、その他公共の広場などによくみられるパビリオンの一種。英語読みの「ガジーボ」とも。四阿、東屋のことである。
庭園の外周壁に取り付けられたものを除いて、ほとんどのガゼボは自立した建築物で、屋根があり、柱があるだけで外の空間に開けており、平面から見れば八角形のものが多い。ガゼボは人々に雨宿りの場所や日陰を提供することが目的であるが、ベンチなどを設けて休息や展望の場としても機能し、庭園や公園の景観（ランドスケープ）を構成する装飾物にもなる。ガゼボはあまり大きくはないが、大きな公園のガゼボには野外音楽堂（バンドスタンド）になるような大きさのものもある。

## 歴史

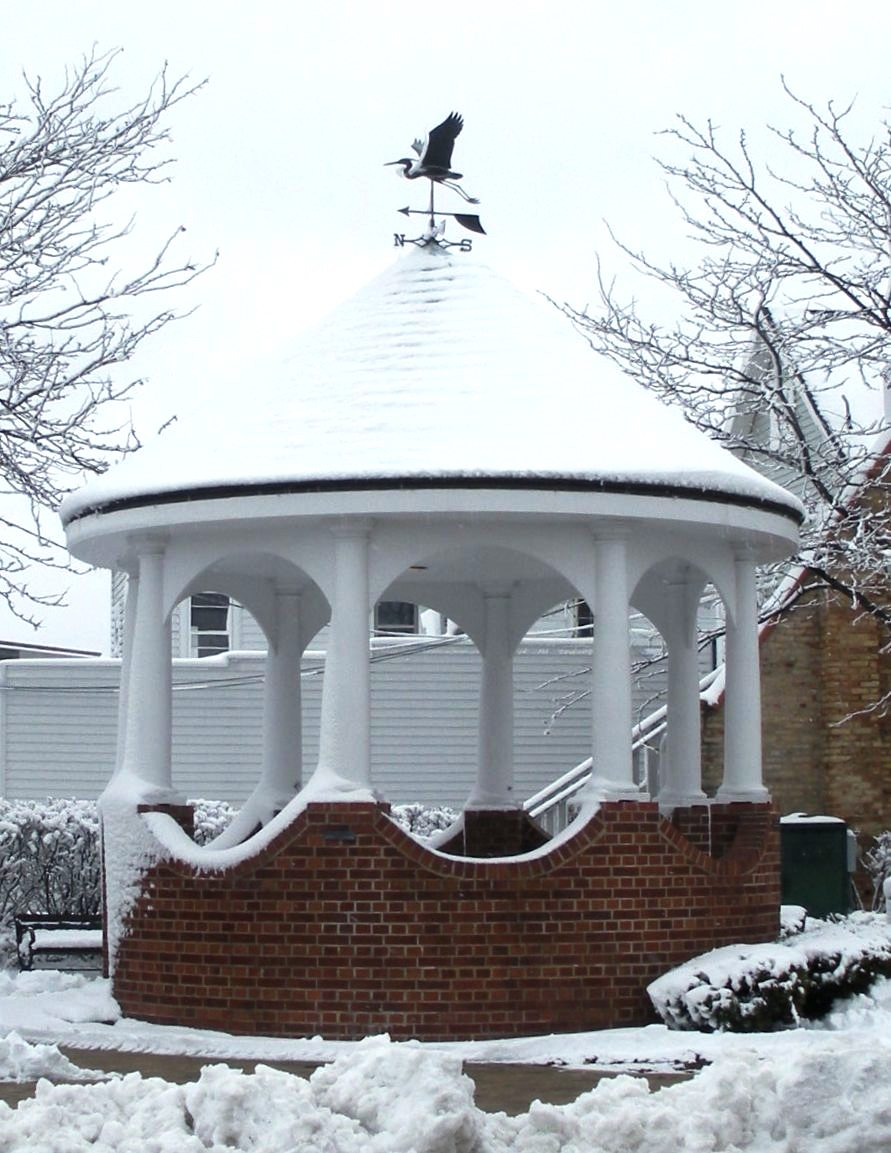
アメリカ合衆国イリノイ州バーリントン (Barrington) にあるガゼボ

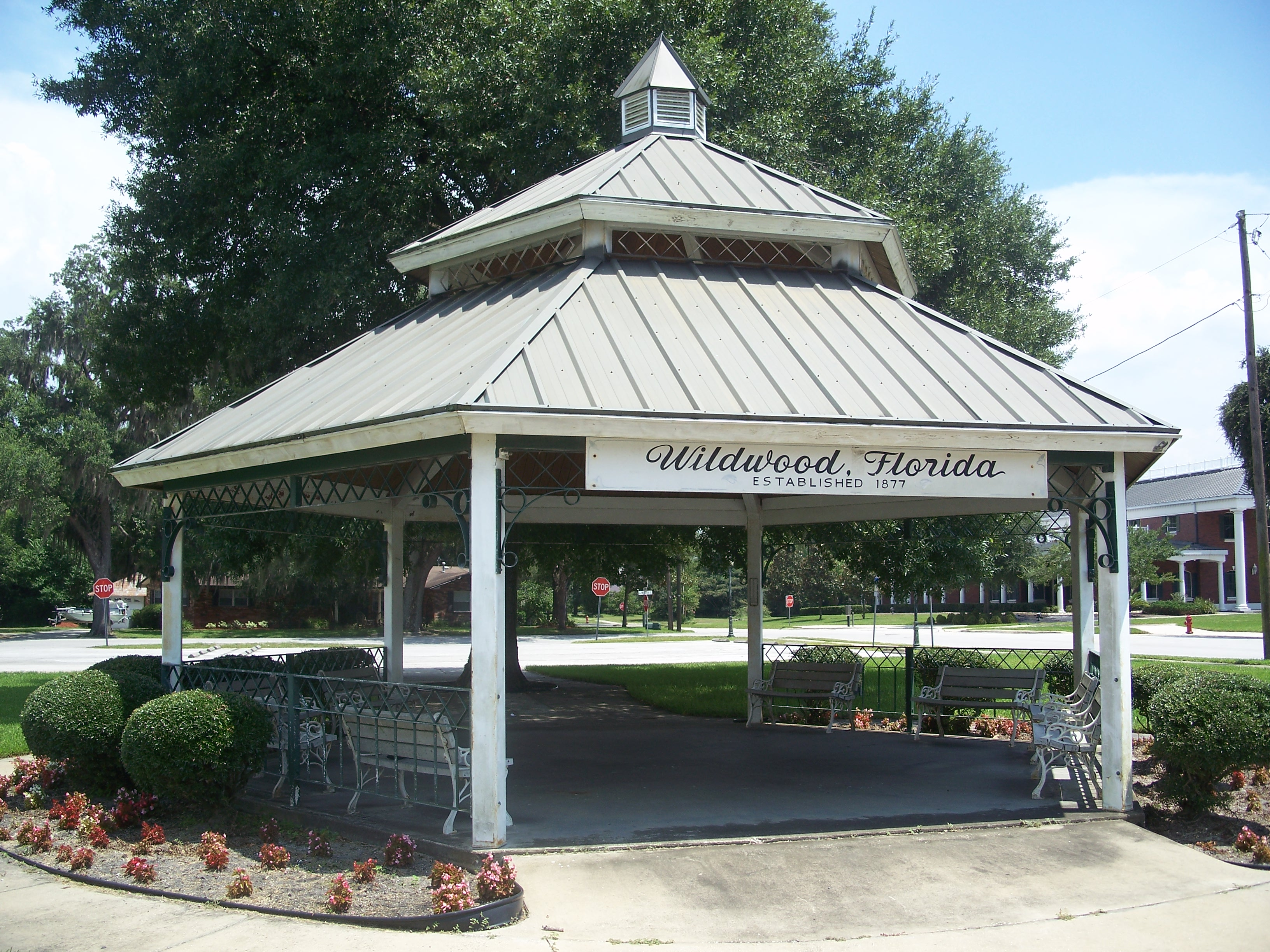
アメリカ合衆国フロリダ州のワイルドウッドの公園にあるガゼボ

ガゼボは休憩用や装飾用に庭に置かれる構造物の一つで、パゴダ（東洋の仏塔を模した西洋庭園内の建物）、パビリオン、キオスク、グロリエッテ、ベルヴェデーレ（展望台）、フォリー（装飾以外の用途のない簡易構造物）などの仲間である。これらは南欧や中東などの温暖な地に起源があり、古代から日差しの強い地方では日陰から庭を楽しむためにこうした建物が作られた。同様の構造物は、ペルシアの庭園や、中国の庭園にもみられ、ペルシア文学や中国文学にもよく登場している（中国ではこうした東屋は「亭」と呼ばれた）。これらは後に17世紀から18世紀にフランス式庭園やイギリス式庭園へも導入されている。
アメリカ合衆国でも建国前後から庭園にガゼボは普及していた。ジョージ・ワシントンはマウントバーノンに八角形の小さなガゼボを建てていた。トーマス・ジェファーソンも、当時「サマーハウス」(summerhouse) や「パビリオン」と呼ばれていたガゼボについて、自らの邸宅モンティチェロに最低三つの異なった様式のガゼボを作る予定であることを書いているが、実際に作られたのは一つであった。
「ガゼボ」という語はイギリスの建築家ウィリアム・ハーフペニー (William Halfpenny) とジョン・ハーフペニー (John Halfpenny) の1750年の共著『中国風の田園建築』(Rural Architecture in the Chinese Taste) に初出する。図版55は、中国風ガゼボの立面図と題され、「…中国の塔、またはガゼボは、岩の上に立ち、ある程度の高さをもち、眺めを良くするために周囲に回廊がある」とされている。
ガゼボという語の語源は定かでない。民間語源の中には、フランス語の感嘆のことばである « Que c'est beau »（何と美しい）が「ガゼボ」に変化したという説や、マカロニ・ラテン語の “gazebo”（わたしは見るだろう）が「ガゼボ」になったという説などもある。Oxford Dictionariesによると、語源は「18世紀半ばに、おそらく滑稽さを目的として、“gaze”（見つめる）という単語にラテン語の未来形の語尾を模した -ebo を付加したもの」とある。レオナード・リー・ベーコン (Leonard Lee Bacon) は著書の中で、アルジェの城塞周辺のムスリム居住区「カスバ」(Casbah) が「ガゼボ」になったと述べている。ウィリアム・セイヤーズ (William Sayers) は、コルドバの詩人イブン・クズマーン（Ibn Quzman、1160年没）の作品にみられるアル・アンダルス＝アラビア語の語句 “qushaybah” からガゼボという名が生まれたと推測している。

## 構造

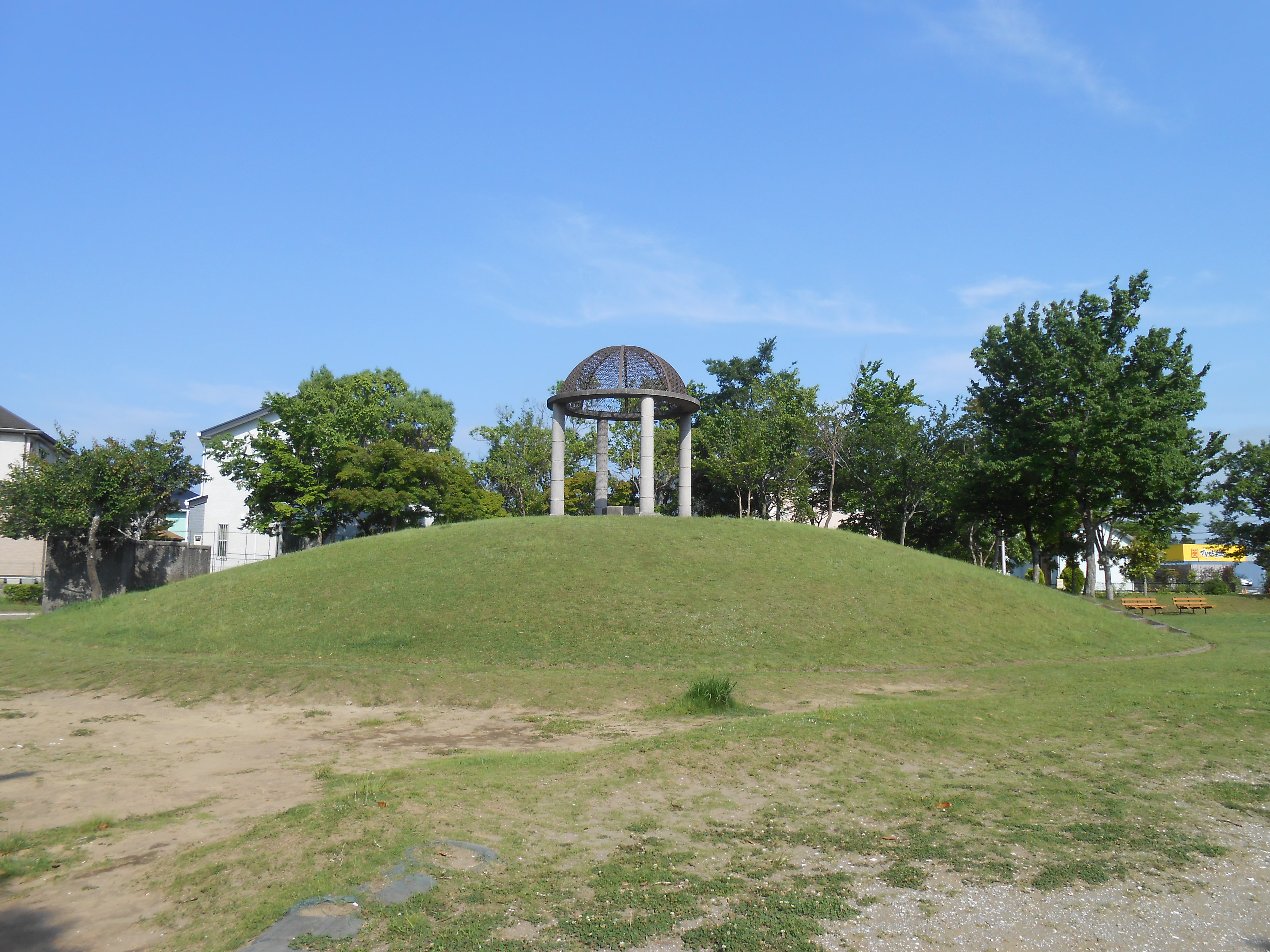
ドーム型のパーゴラがあるガゼボ（千葉県市原市ちはら台南2丁目の弥生公園）。

庭園のパビリオンはあらゆる建材によって建設されてきた。今日のイギリスや北米では、ガゼボは木の柱で立てられ、屋根はこけら板 (shingle) などで葺かれる。ペンシルベニア州のアーミッシュやメノナイトの人々が作るプレハブ式のガゼボ組み立てキットは、すぐれた職人仕事で高く評価されている。
また仮設のガゼボには、柱を建ててナイロン製などの布を張るテント式のものもある。虫除けのために蚊帳のような幕を張る場合もある。

## ギャラリー

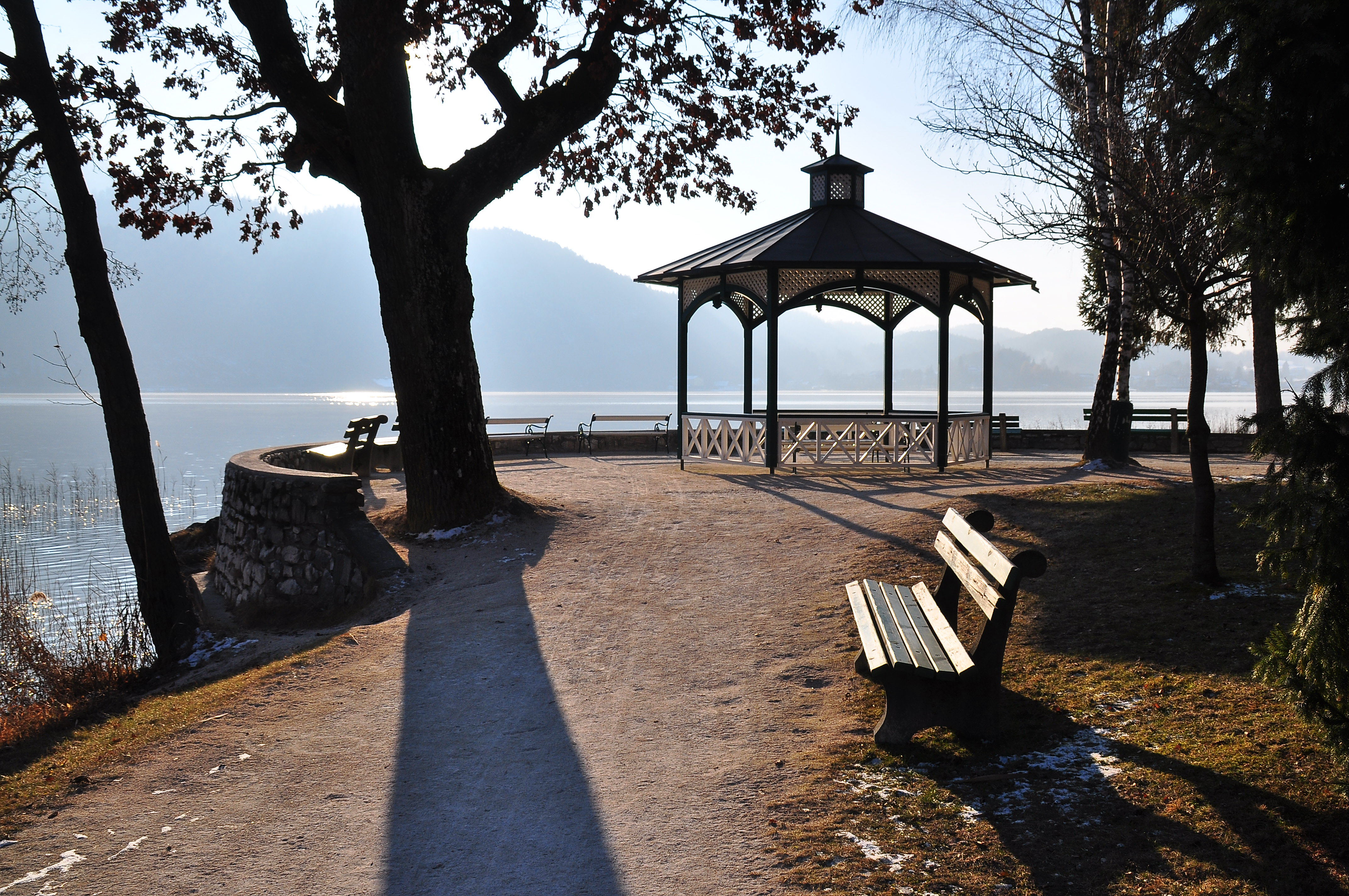
オーストリアの湖畔に立つガゼボ
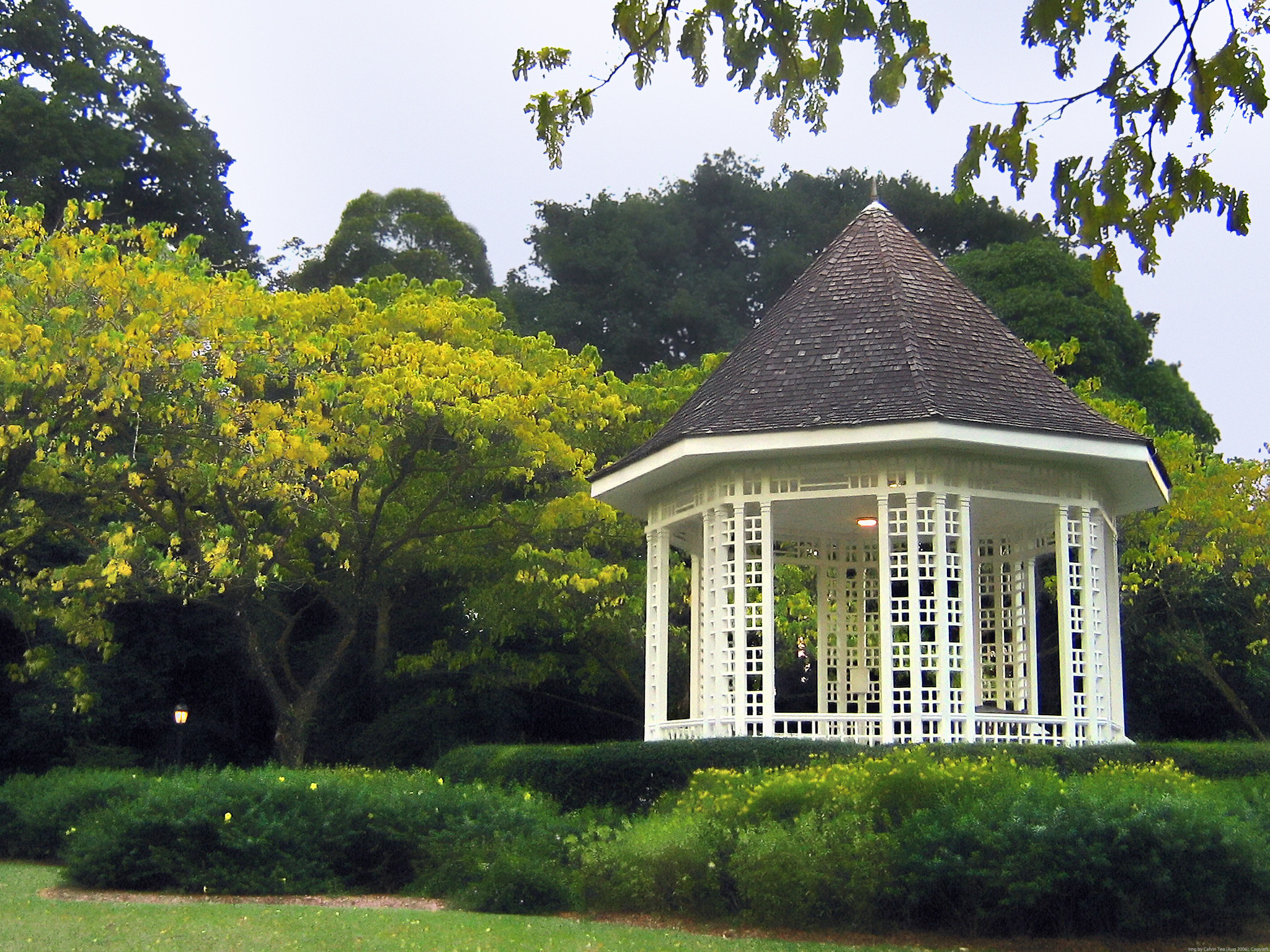
シンガポールのシンガポール植物園にあるガゼボ。バンドや楽団用のステージとしても使われる
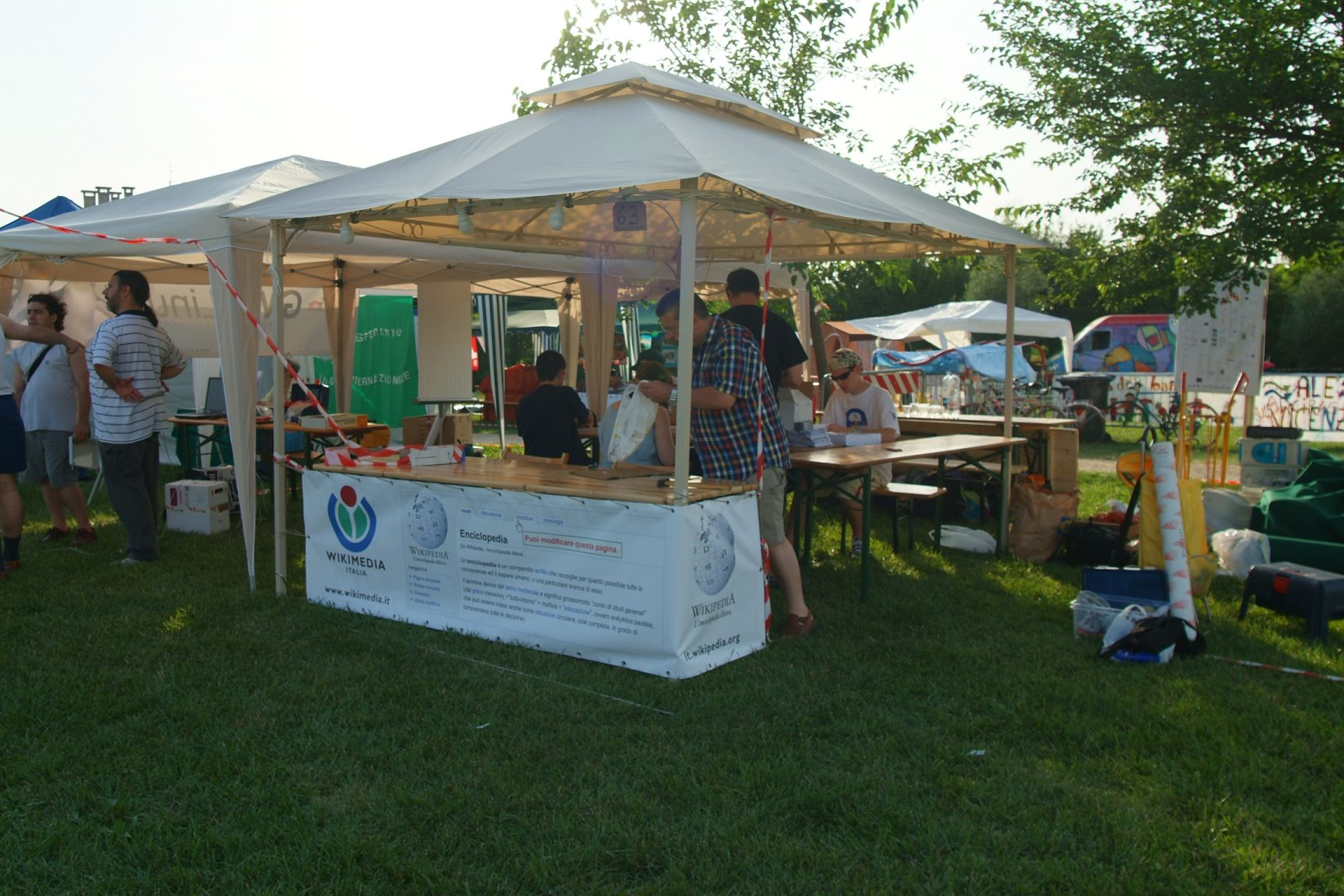
野外パーティに使う仮設のテント式ガゼボ
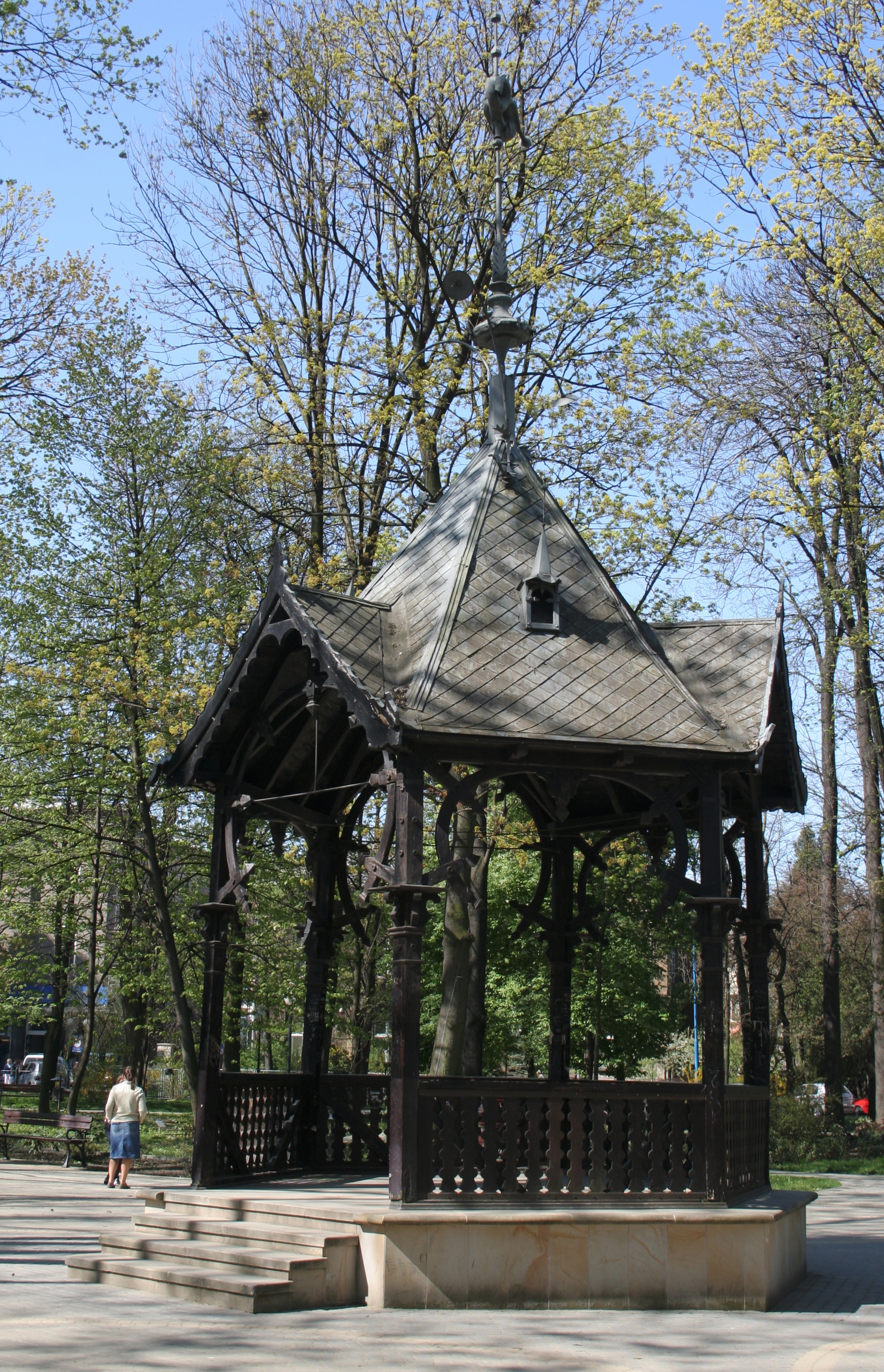
ポーランドのヤスウォ (Jasło) のガゼボ
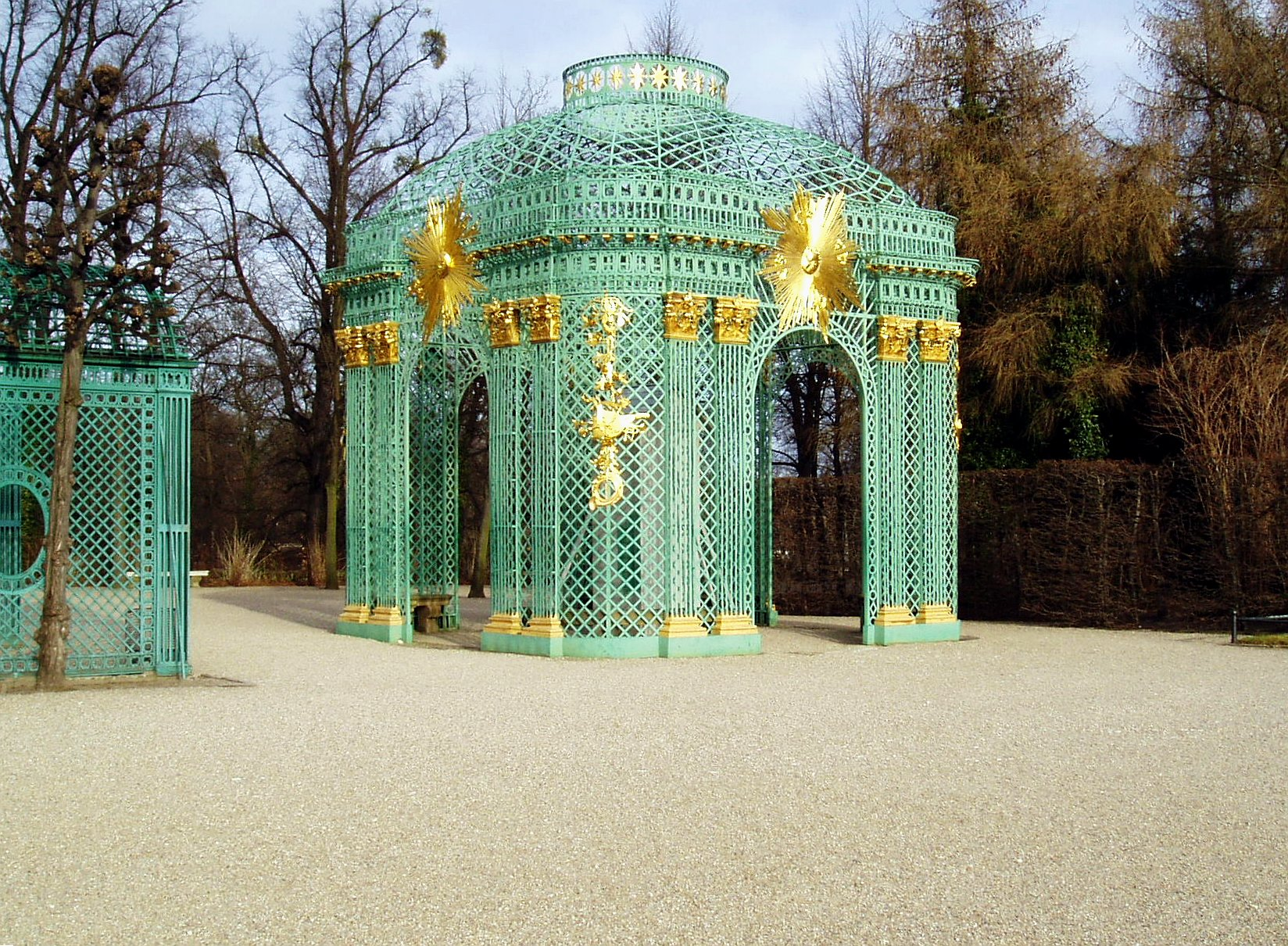
ドイツ・ポツダムのサンスーシ宮殿
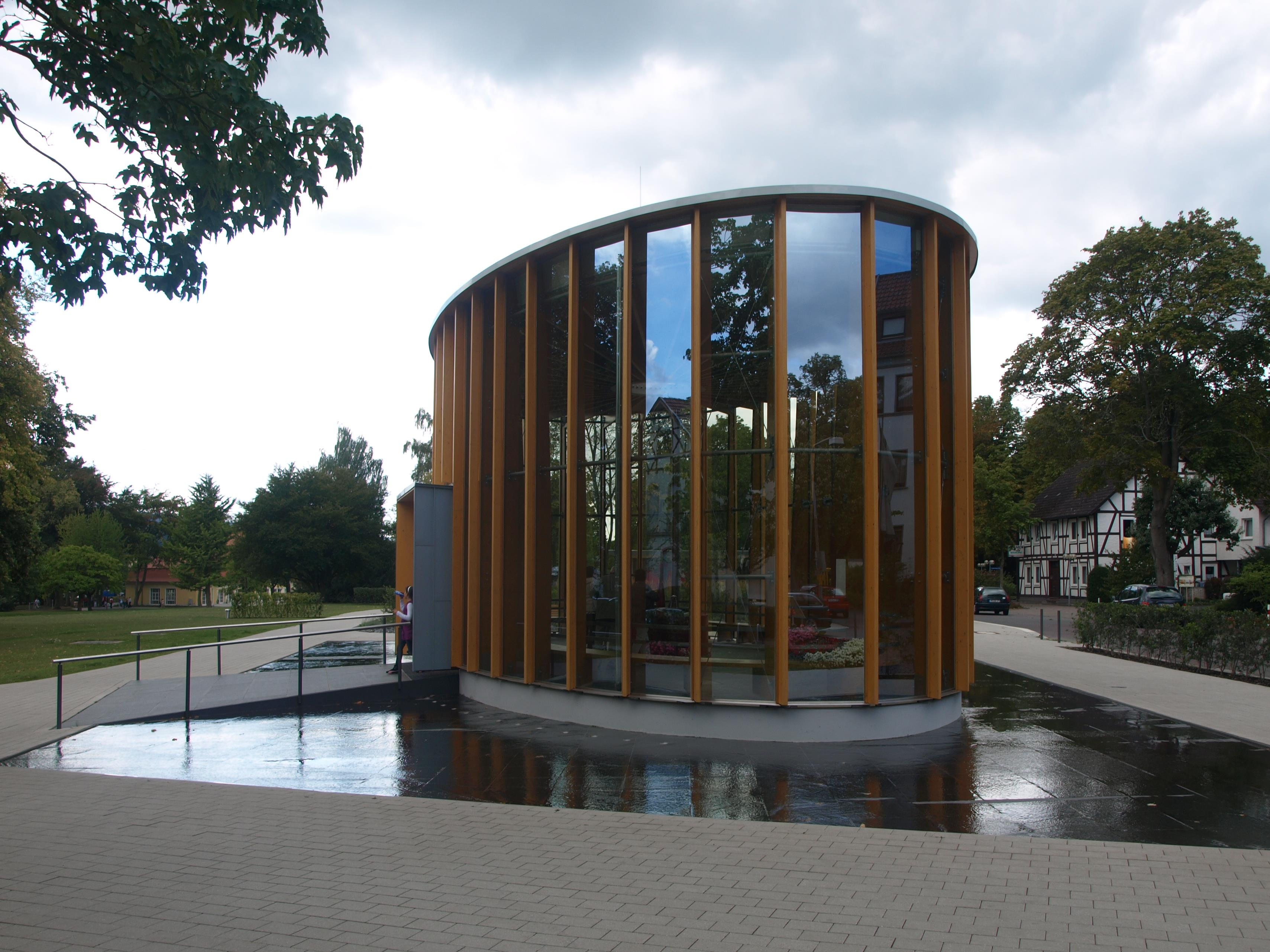
ドイツの温泉、バート・ヘルスフェルト (Bad Hersfeld)
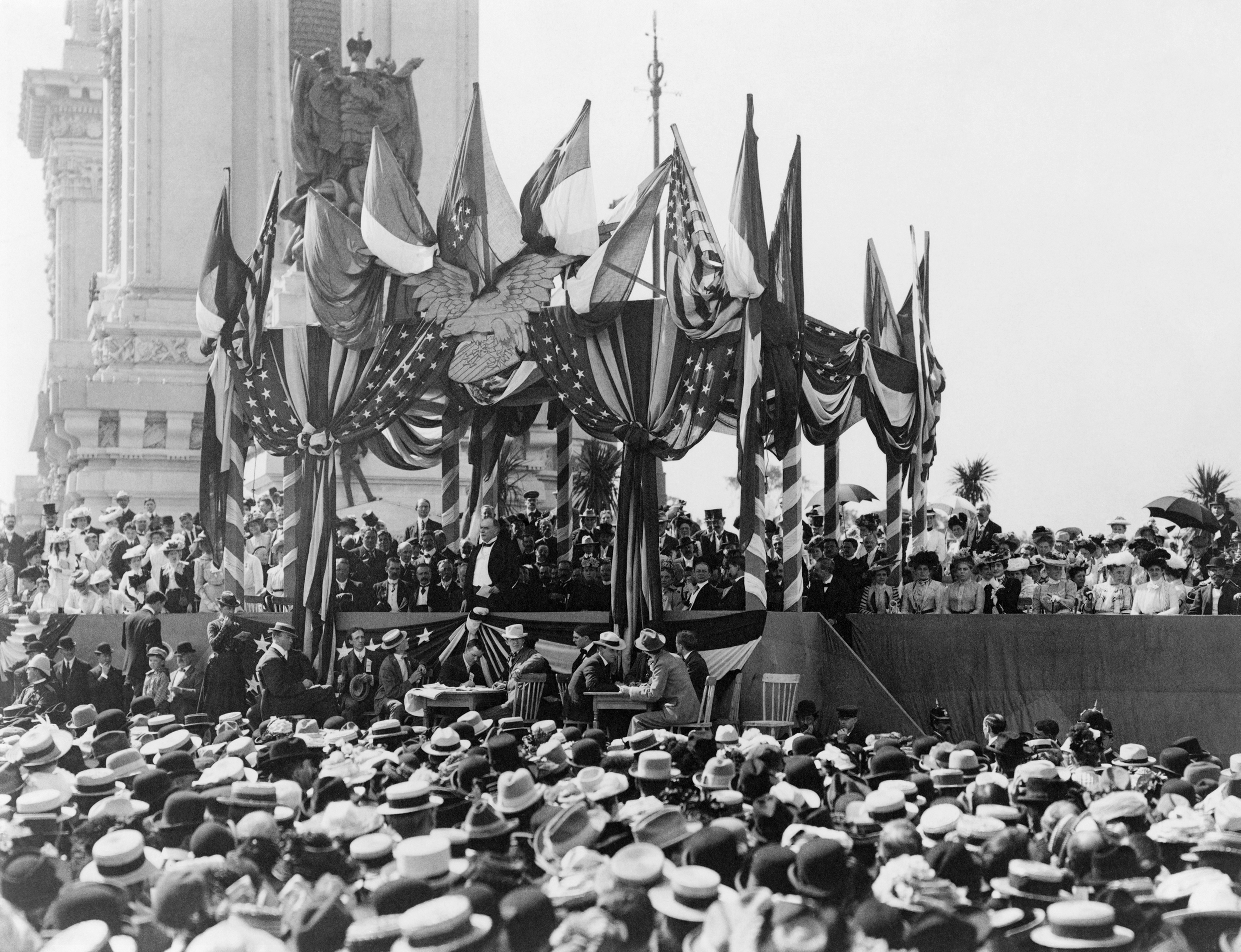
暗殺前日、ニューヨーク州バファローのパンアメリカン博覧会のガゼボで演説するウィリアム・マッキンリー大統領
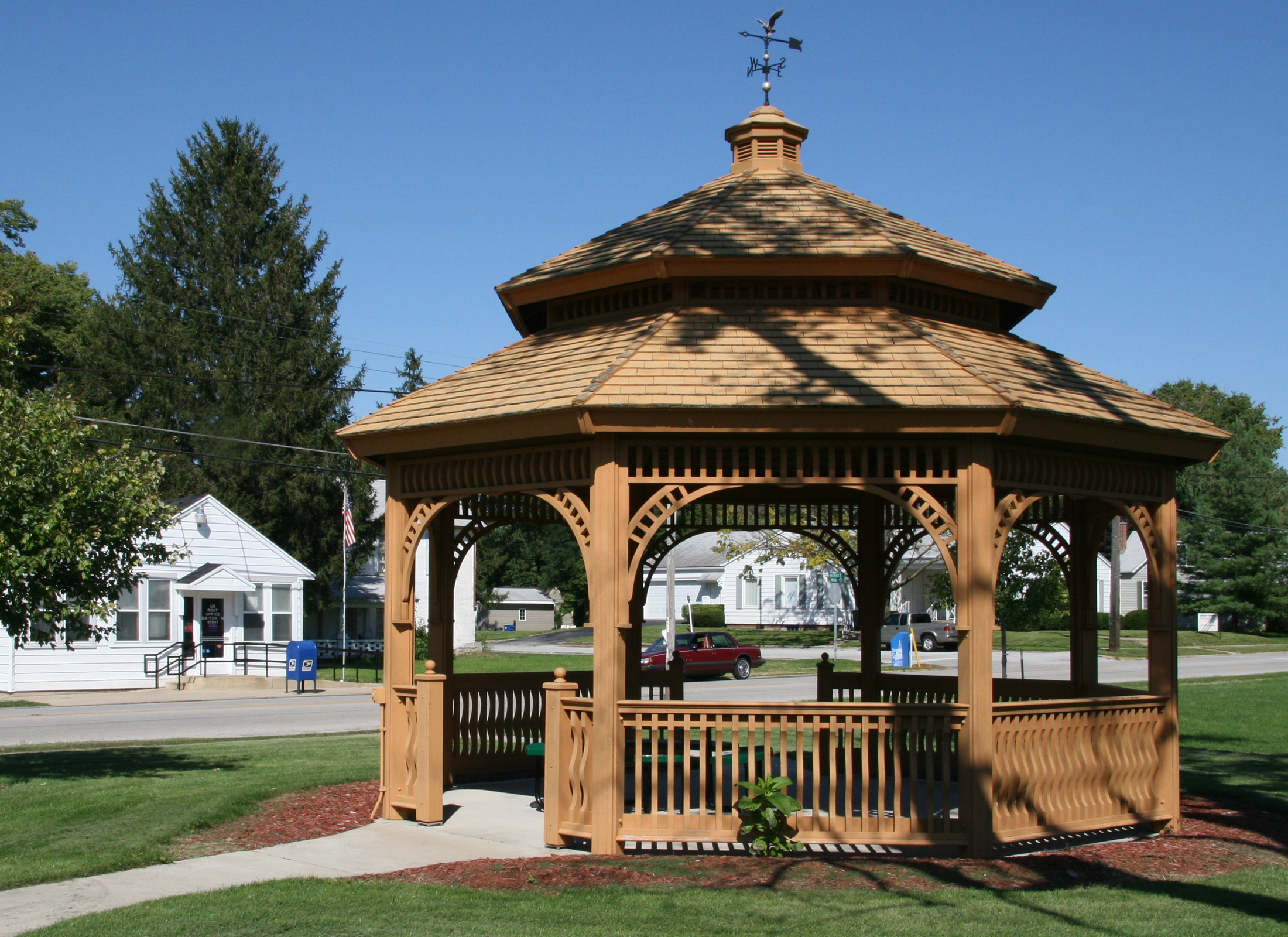
インディアナ州の小都市デイトンの公園のガゼボ
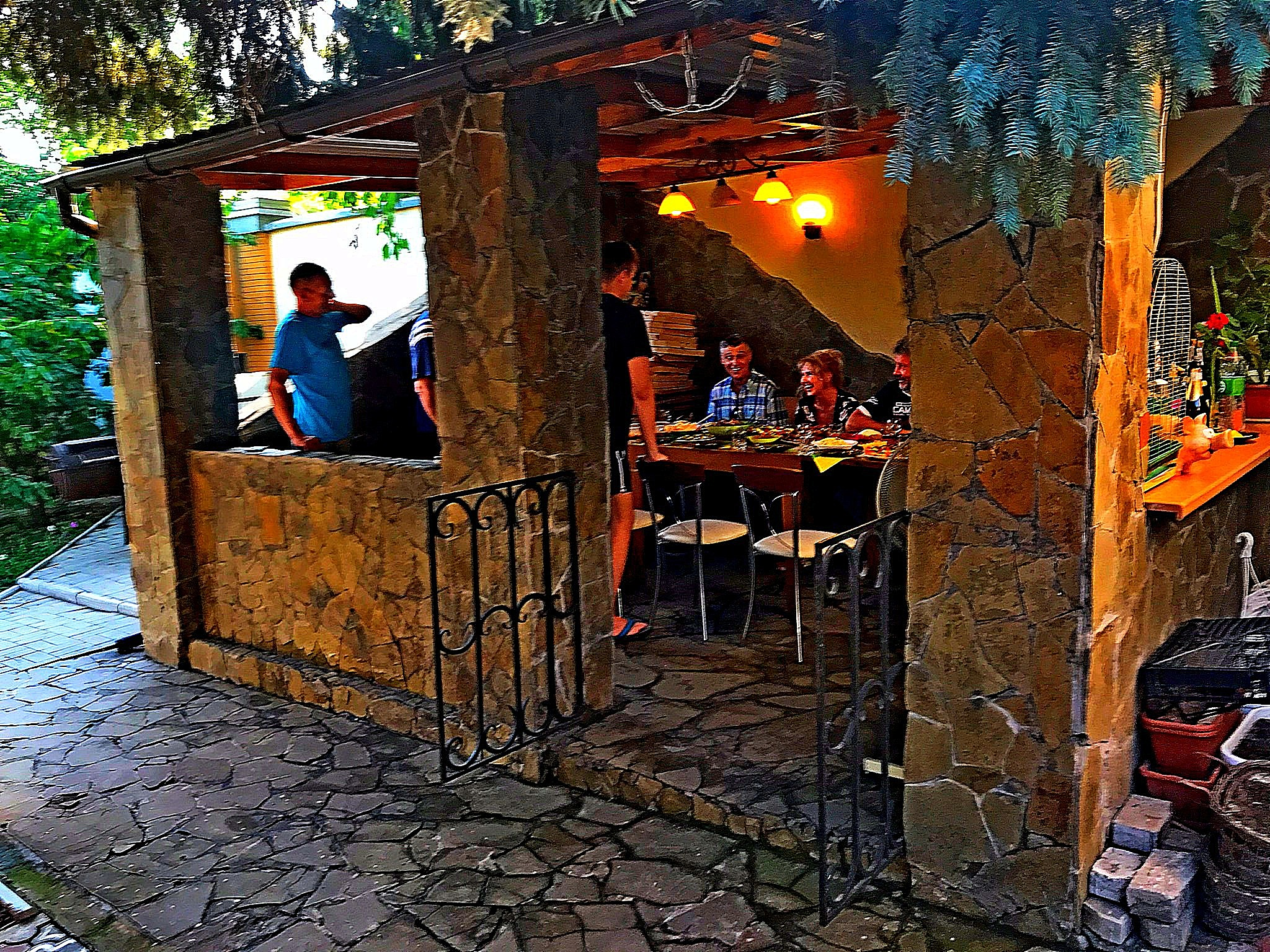